# Metagonia capilla
Metagonia capilla là một loài nhện trong họ Pholcidae. Loài này được phát hiện ở México.